# (38091) 1999 JT3
(38091) 1999 JT3 est un astéroïde Amor découvert en 1999.

## Description
(38091) 1999 JT3 a été découvert le 10 mai 1999 à la Station Anderson Mesa, un des deux sites d'observation de l'observatoire Lowell en Arizona (États-Unis), par le programme Lowell Observatory Near-Earth-Object Search (LONEOS).

### Caractéristiques orbitales
L'orbite de cet astéroïde est caractérisée par un demi-grand axe de 2,17 ua, un périhélie de 1,30 ua, une excentricité de 0,40 et une inclinaison de 9,33° par rapport à l'écliptique. Du fait de ces caractéristiques, à savoir un périhélie compris entre 1,017 et 1,3 ua, il est classé comme astéroïde Amor, une famille d'astéroïdes géocroiseurs, s'approchant de l'orbite de la Terre.

### Caractéristiques physiques
(38091) 1999 JT3 a une magnitude absolue (H) de 16,1 et un albédo estimé à 0,270.